# Puty
Puty – przysiółek wsi Kasina Wielka w Polsce; położony w województwie małopolskim, w powiecie limanowskim, w gminie Mszana Dolna. 
W latach 1975–1998 przysiółek administracyjnie należał do województwa nowosądeckiego.